# John Ngu Foncha
John Ngu Foncha, né le 21 juin 1916 à Bamenda et mort le 10 avril 1999 dans la même ville, est un  homme d'État camerounais qui fut le Premier ministre du Cameroun britannique du 1er février 1959 au 1er octobre 1961, puis Premier ministre du Cameroun occidental au 13 mai 1965. Il deviendra par la suite un opposant, proche du Conseil national du Cameroun méridional (CNCM).

## Biographie

### Naissance et carrière politique

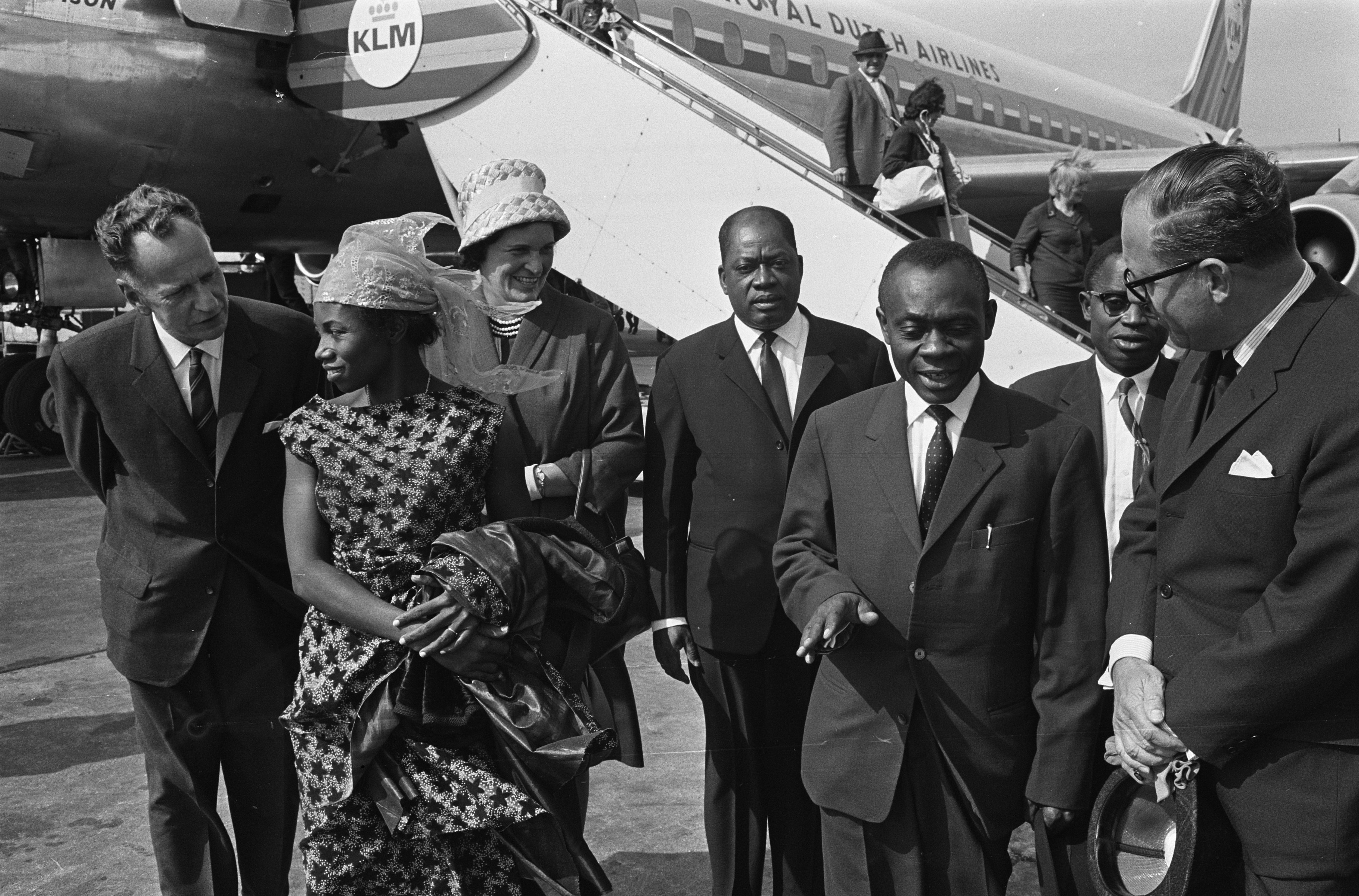
John Ngu Foncha en 1954.

John Ngu Foncha naît le 21 juin 1916 à Bamenda, il fonda le Parti démocratique national du Kamerun (PDNK) en 1955 et devint Premier ministre du Cameroun britannique le 1er février 1959. Il occupa ce poste jusqu'au 1er octobre 1961, date à laquelle une partie du Cameroun britannique, le Cameroun méridional se rattacha à la République du Cameroun (ex-Cameroun français) pour former une fédération.
Du 1er octobre 1961 au 13 mai 1965, John Ngu Foncha occupa simultanément les fonctions de 5e Premier ministre du Cameroun et de vice-président de la République fédérale du Cameroun. Il a occupé ce dernier titre jusqu'en 1970. 
En 1994, il a dirigé une délégation du Conseil national du Cameroun méridional (CNCM) auprès des Nations unies pour lui demander de soutenir l'action du mouvement en faveur d'une plus grande autonomisation des régions anglophones du Cameroun

### Famille
Son petit-fils est Jean-Christian Foncha.

### Décès
Il décède à Bamenda le 10 avril 1999 à l'âge de 82 ans.

## Fonctions et parcours
- 21 juin 1916 : naissance de John Ngu Foncha dans le village de Nkwen à Bamenda ;
- Fin des années 1930 : Devient professeur à Bamenda ;
- 1942 - 1957 : militant syndical auprès du syndicat des professeurs catholiques de Bamenda et du président de la section de Bamenda du syndicat nigérian des professeurs (Nigerian Union of Teachers) ;
- 1953 : Chef de la section de Bamenda du Congrès national du Kamerun d'Emmanuel Mbela Lifafe Endeley ;
- 1955 : Quitte le Congrès national du Kamerun en raison de désaccord sur la question de la réunification et fonde avec Augustine Ngom Jua le Kamerun National Democratic Party (KNDP) ;
- 1957 : le Kamerun National Democratic Party obtient 5 des 13 sièges de la Southern Cameroons House of Assembly
- 1959 : le Kamerun National Democratic Party obtient 14 des 26 sièges du parlement et remporte l'élection face au Kamerun National Congress, favorable à l'intégration avec le Nigeria ;
- 1er février 1959 : John Ngu Foncha devient Premier Ministre.
- 11 février 1961 : référendum sur le devenir du Cameroun britannique. Foncha prend parti pour la réunification avec le Cameroun ;
- 1961 : le Kamerun National Democratic Party obtient 28 des 37 sièges du parlement ;
- 1er octobre 1961 : Le Cameroun méridional est réunifié avec le reste du Cameroun, John Ngu Foncha devient Premier ministre de l'État fédéré du Cameroun occidental et vice-président du Cameroun ;
- Le 23 juin 1963, il échappe à un attentat dans la localité de Bafang, et sera persuadé que celui-ci a été organisé par des éléments des Forces armées camerounaises dans le cadre des luttes de pouvoir inhérentes au camp gouvernemental. La nouvelle de l'attentat est censurée, aussi bien dans la presse écrite qu'à la radio[1].
- 13 mai 1965 : quitte la primature au profit d'Augustine Ngom Jua ;
- 1966 : fin du multipartisme. Le Kamerun National Democratic Party devient une partie de l'UNC, le parti du président Ahmadou Ahidjo ;
- 1970 : quitte le poste de vice-président.
- Dans les années 1970-1980 : John Ngu Foncha se rapproche des mouvements sécessionnistes qui prônent un État indépendant d'Ambazonie ;
- 1990 : quitte le RDPC, parti présidentiel (ex-UNC), en raison de la discrimination envers les anglophones dont ce parti ferait preuve ;
- 1994 : conduit la délégation du Conseil national du sud du Cameroun à l'ONU pour demander plus d'autonomies pour les régions anglophones ;
- 10 avril 1999 : décès de John Ngu Foncha à Bamenda